# DANNIRéalisations
 (janvier 2021).
Si vous disposez d'ouvrages ou d'articles de référence ou si vous connaissez des sites web de qualité traitant du thème abordé ici, merci de compléter l'article en donnant les références utiles à sa vérifiabilité et en les liant à la section « Notes et références ».
DANNIRéalisations (NANDIRealigaĵoj en espéranto) est une société sans but lucratif de création de films, née dans les années 1980 et dont le siège est à Lausanne en Suisse.
Une équipe de techniciens réalise des productions en vidéo et sur film pour des industries et des associations sans grands moyens financiers. Le réalisateur de film François Randin est à l'origine de cette expérience unique en Suisse romande. Plusieurs techniciens du cinéma (opérateurs - ingénieurs du son - monteurs) collaborent aux réalisations de cette société qui ne dégage aucun bénéfice, mais donne simplement l'occasion, à des professionnels qui trouvent leurs revenus ailleurs, dans des entreprises liées ou non à l'image, de se retrouver pour "créer".

## Années 1980
Les premières réalisations sont sur pellicule 16mm: 
- 1977 : Fête des vignerons – Vevey
- 1988 : Histoires l’OLM
- 1989 : Florida – Pays de rêves

## Années 1990
Depuis les années 90, c'est la vidéo qui devient le support des productions DANNIR. De très nombreuses œuvres ont séduit le public de Suisse romande et même France voisine.
Les plus importantes sont: 
- 1992 : La Patrouille des Glaciers
- 1993 : Retour au pays – la Colombie
- 1985-1995 : Les Milices Vaudoises
- 1998 : Phi-Phi - l'opérette
- 1999 : Trait d'Union - Pergolas
- 2002 : Ma Cabane au Canada
- 2003 : C'est la Fête à Chavannes
- 2004 : Sri Lanka - Pays de contrastes

## Espéranto
Dès 1995, DANNIRéalisations développe une section en langue espéranto - la langue internationale, section qui porte le nom de NANDIRealigaĵoj. Elle s'ouvre ainsi au-delà de la francophonie et élargit la diffusion au monde entier. Des techniciens et des acteurs espérantophones viennent de partout tourner en Suisse.
La diffusion des réalisations NANDIRealigaĵoj se fait à l'échelle de la planète, par l'intermédiaire d'un distributeur à Rotterdam en Hollande.
La production est la suivante: 
- 1995 : La Ega Kesteto (La Grosse p'tite caisse) - 2e prix UEA
- 1995 : Saluton 13 émissions sur TVRL (télévision de la Région lausannoise)
- 1996 : La Verda Stelulo (L'Homme de la planète verte) - 3e prix UEA
- 1997 : La Alpoj Svisaj (Les Alpes Suisse) - 1er prix UEA
- 1998 : La Muzikskatoloj (Les Boîtes à Musique)
- 2000 : Tra Tanzania Lando (À travers la Tanzanie)
- 2003 : Intervjuo de Andreo (Interview du jeune pianiste russe Andrej Korobejnikov)
- 2004 : Lekanto al Pekino (Une Marguerite à Pékin)
- 2007 : Jojo kaj Bubu en la parko (Marionnettes)
- 2008 : La Patrolo de la Glaciejoj (La Patrouille des Glaciers)
- 2008 : Bildoj el la 93-a UK en Roterdamo (Le congrès mondial d’espéranto de Rotterdam)

NANDIRealigaĵoj est la société de réalisation qui a réalisé le plus grand nombre de film en langue espéranto dans le monde. Tous les protagonistes sont bénévoles.